# Moldauische Fußballnationalmannschaft (U-19-Junioren)
Die moldauische Fußballnationalmannschaft der U-19-Junioren ist die Auswahl moldauischer Fußballspieler der Altersklasse U-19. Sie repräsentiert die Federația Moldovenească de Fotbal auf internationaler Ebene, beispielsweise in Freundschaftsspielen gegen die Auswahlmannschaften anderer nationaler Verbände, aber auch bei der seit 2002 in dieser Altersklasse ausgetragenen Europameisterschaft. Die Mannschaft konnte sich noch nicht für die Endrunde der EM qualifizieren und nur dreimal die Eliterunde der Qualifikation erreichen.

## Teilnahme an U-19-Europameisterschaften
- 2002: nicht qualifiziert
- 2003: nicht qualifiziert
- 2004: nicht qualifiziert
- 2005: nicht qualifiziert  (in der Eliterunde gescheitert)
- 2006: nicht qualifiziert
- 2007: nicht qualifiziert (als zweitschlechtester Gruppendritter die Eliterunde verpasst)
- 2008: nicht qualifiziert  (in der Eliterunde gescheitert)
- 2009: nicht qualifiziert
- 2010: nicht qualifiziert  (als zweitschlechtester Gruppendritter die Eliterunde verpasst)
- 2011: nicht qualifiziert (als bester Gruppendritter die Eliterunde erreicht, dort gescheitert)
- 2012: nicht qualifiziert
- 2013: nicht qualifiziert
- 2014: nicht qualifiziert
- 2015: nicht qualifiziert (als drittschlechtester Gruppendritter die Eliterunde verpasst)
- 2016: nicht qualifiziert
- 2017: nicht qualifiziert
- 2018: nicht qualifiziert
- 2019: nicht qualifiziert
- 2020: Meisterschaft wegen COVID-19-Pandemie abgesagt (nicht für die abgesagte Eliterunde qualifiziert)
- 2022: nicht qualifiziert

| Bilanz     | Bilanz | Bilanz | Bilanz | Bilanz      | Bilanz | Bilanz    | Bilanz       |
| Runde      | Spiele | Siege  | Remis  | Niederlagen | Tore   | Gegentore | Tordifferenz |
| ---------- | ------ | ------ | ------ | ----------- | ------ | --------- | ------------ |
| 1. Runde   | 60     | 7      | 10     | 43          | 35     | 151       | −117         |
| Eliterunde | 09     | 1      | 02     | 06          | 04     | 021       | 0−17         |
| Gesamt     | 69     | 8      | 12     | 49          | 39     | 173       | −134         |